# Sangre de toro
Sangre de toro, letterlijk Stierenbloed is een Spaanse rode wijn en werd in 1954 geïntroduceerd door het familiebedrijf Miguel Torres.
Als antwoord op de meest lichtgekleurde rode wijn uit het land, heeft dit bedrijf deze donkerrode variant bedacht. Het werd destijds als vernieuwing voor de Spaanse wijnproductie gezien. Voor de vinificatie worden de inheemse druivensoorten cariñena (35%) en garnacha  (65%) gebruikt.  De Garnacha wordt vaak aangezien als een Franse druivensoort, maar komt oorspronkelijk uit Spanje.
Sangre de toro zelf is een merknaam en geen herkomstbenaming, maar omdat de druiven uit die regio afkomstig zijn is het een DOC " Catalunya".